# إريك مورينو
إريك مورينو (بالإسبانية: Erik Moreno)‏ (24 نوفمبر 1991 في كولومبيا - ) هو لاعب كرة قدم كولومبي في مركز الهجوم. لعب مع ريال بلد الوليد وسبورتينغ براغا ونادي بانيتوليكوس ونادي تونديلا ونادي ميلوناريوس وديبورتيفو بيريرا.

## وصلات خارجية
- إريك مورينو على موقع قاعدة بيانات كرة القدم.إي يو (الإنجليزية)
- إريك مورينو على موقع Soccerway.com (الإنجليزية)
- إريك مورينو على موقع AS.com (الإسبانية)